# Улица Јелисавете Начић
| Улица Јелисавете Начић                    | Улица Јелисавете Начић |
| ----------------------------------------- | ---------------------- |
|                                           |                        |
| Општина                                   | Стари Град             |
| Почетак                                   | Улица Ђорђа Јовановића |
| Крај                                      | Венизелосова           |
| Дужина                                    | 200 m                  |
| Ширина                                    | 7,5 m                  |
| Створена                                  | 1910.                  |
| Названа                                   | 2004.                  |
| Стари називи                              | Римска, Павла Папа     |
|                                           |                        |
|                                           |                        |
| Поглед са угла са Улицом Ђорђа Јовановића |                        |

Улица Јелисавете Начић  налази се на Општини Стари град Београда, и протеже се правцем од Бајлонијеве пијаце (Пијаце Скадарлија), од Улице Ђорђа Јовановића, поред Улице кнез Милетине, пресеца Гундулићев венац до Венизелосове.

## Име улице
Током историје је неколико пута мењала назив. Прво се звала Римска улица. Пружала се од Улице цара Душана до Гундулићевог венца, односно од Улице Џорџа Вашингтона кроз пијацу до Улице Ђуре Ђаковића (данашње Венизелосове). Тај период је био од 1910. до 1946. године.
Године 1946. је променила назив у Улицу Павла Папа. Тај назив је носила до 2004. године када га мења у Улицу Јелисавете Начић.

### Јелисавета Начић
Јелисавета Начић била је прва српска жена архитекта. Рођена је у Београду 1878. године као тринаесто дете имућног трговца на велико Михаила С. Начића. Умрла је сиромашна и заборављена, а била је део прве генерације студената архитектонског одсека Техничког факултета основаног 1896. године и прва жена дипломирани архитекта у земљи, једна од првих жена запослена у јавном сектору, пројектовала прву модерну школску зграду (Основна школа Краљ Петар Први у Београду), прву кружну пећ за израду опеке, прву плански зидану стамбену зграду на Балкану. Пројектовала је Мало степениште на Калемегдану, изграђено у првој деценији 20. века од уникатне врсте београдског гранита - керсантит - јединственог камена зеленкасте боје којег и даље има у напуштеном мајдану (Тешићев мајдан) у Рипњу.

### Павле Пап
Павле Пап Шиља учесник је  Народноослободилачке борбе и народни херој Југославије. Студирао је у Београду Медицински факултет и прикључио се револуционарном покрету, због чега је прогањан и хапшен. Због прогањања повукао се у илегалност. За народног хероја проглашен је 1951. године.

## Суседне улице
- Кнез Милетина улица
- Гундулићев венац
- Улица Ђорђа Јовановића
- Венизелосова улица

## Улицом Јелисавете Начић
- Број 1
- Улазна врата броја 8
- Број 8
- Улазна врата броја 16
- Поглед са Гундулићевог венца ка Пијаци Скадарлија
- Раскрсница са Гундулићевим венцем
- Поглед ка Венизелосовој и Парку Гундулићев венац
- Број 22 и Парк Гундулићев венац

## Занимљивости
Оглас за намештене собе из 1931. године:
| „ | Стан за издавање за бољег господина, упитати 3. спрат госпођу Стану. Римска 1. | ” |

| „ | Издаје се стан за отменијег самца, упитати Римска улица број 6. | ” |

На углу са Новосадском (сада Ђорђа Јовановића), Дом Јужносрбијанаца је подигнут 1935. У броју 3 пре рата се налазио "Завод Тесла", за "зрачење и масажу струјом високе фреквенције", по методи "доктора" Цајлајса. (→ de)